# Новак, Тадеуш
Таде́уш Но́вак (пол. Tadeusz Nowak, 11 ноября 1930, деревня Сикожице гмины Ветшиховице (Малопольское воеводство) — 11 августа 1991, Скерневице) — польский поэт, прозаик, переводчик.

## Биография
Из крестьянской семьи. Учился в Ягеллонском университете, диплом был посвящён поэзии К. И. Галчинского. Дебютировал стихами в 1948 году. Принадлежал к так называемому деревенскому направлению. Участвовал в создании клуба «Кузница».
Умер от инфаркта после многолетней сердечной болезни.

## Творчество
Для стихов и прозы Новака характерен балладный строй, гротескная фантастика, близость к народным верованиям и легендам. Издал с комментариями и вступительной статьей том поэзии Яна Кохановского. Переводил стихи С. Есенина, Вёрёшмарти, Петёфи, Радноти, Чоори, Юхаса.

## Произведения

### Стихи
- Uczę się mówić (1953)
- Porównania (1954)
- Prorocy już odchodzą (1956)
- Polegli (1957, цикл стихотворений, конфискован цензурой)
- Jasełkowe niebiosa (1957)
- Ślepe koła wyobraźni (1958)
- Psalmy na użytek domowy (1959)
- Kolędy stręczyciela (1962)
- Obcoplemienna ballada (1963)
- Ziarenko trawy (1964)
- W jutrzni (1966)
- Psalmy (1971)
- Nowe psalmy (1978)
- Pacierze i paciorki (1988)
- Modły jutrzenne — modły wieczorne (1992)
- Za snem, za jawą, za pacierzem (2000)

### Проза
- Przebudzenia (1962, книга рассказов)
- Obcoplemienna ballada (1963, повесть в рассказах)
- W puchu alleluja (1965, повесть)
- Takie większe wesele (1966, повесть)
- A jak królem, a jak katem będziesz (1968, повесть)
- Diabły (1971, повесть)
- Dwunastu (1974, повесть)
- Prorok (1977, повесть)
- Wniebogłosy (1982, повесть)
- Jak w rozbitym lustrze (1999, повесть)
- Jeszcze ich słyszę, widzę jeszcze (1999, повесть)

## Признание
Премии им. Владислава Броневского (1964), им. Станислава Пентака (1965, 1969), города Краков (1968), Министерства культуры (1971), еженедельника Культура (1978) и другие. В 1979 году польский певец и композитор Марек Грехута выпустил альбом песен на стихи Новака („Pieśni M. Grechuty do słów Tadeusza Nowaka“). Стихи и проза Новака переведены на многие языки.

## Публикации на русском языке
- А как будешь королём, а как будешь палачом. Пророк: Романы. Москва: Прогресс, 1980
- Стихи. /Иностранная литература 1977 № 4 Тадеуш Новак, Ежи Харасымович. Вступление и перевод Н.астафьевой
- [Стихи] / Пер. Н.Астафьевой // Наталья Астафьева, Владимир Британишский. Польские поэты XX века. Антология. Т. II. Санкт-Петербург: Алетейя, 2000, с.201-210.
- [Стихи] /Пер. А.Гелескула// Иностранная литература, 2009, № 4, с.201-208